# Aéroport international de Belfast
Ne doit pas être confondu avec Aéroport de Belfast-George Best.
Pour les articles homonymes, voir BFS.
L'aéroport international de Belfast (en anglais: Belfast International Airport) (code IATA : BFS • code OACI : EGAA) est un aéroport situé à 24 km à l'ouest de Belfast en Irlande du Nord. Il est également connu sous le nom d'Aldergrove, d'après le village du même nom situé à l'ouest de l'aéroport.
L'aéroport partage ses pistes avec la base militaire RAF Aldergrove. Plus de 4,82 millions de passagers ont transité à l'aéroport en 2005, soit 2,1 % du total des passagers de tous les aéroports britanniques. Sa fréquentation a augmenté de 54 % (1,7 million) depuis 2000. Belfast international est le 11e aéroport le plus fréquenté au Royaume-Uni en nombre de passagers ; il est également l'aéroport le plus achalandé d'Irlande du Nord.
L'aéroport international de Belfast accueille des vols transatlantiques réguliers vers New York, Orlando, Toronto et Vancouver, ainsi que des liaisons vers les principales destinations européennes. Il y a des routes directes vers Paris, Nice, Toulouse et Chambéry en France.

## Histoire
L'aéroport, situé sur la paroisse de Killead, a vu le jour en 1917 à la suite de la décision du Royal Flying Corps de disposer d'un terrain d'entrainement en Irlande du Nord en pleine Première Guerre mondiale.

## Situation
| Derry Belfast-G. Best Belfast |

## Statistiques
Le graphique qui aurait dû être présenté ici ne peut pas être affiché car il utilise l'ancienne extension Graph, désactivée pour des questions de sécurité. Des indications pour créer un nouveau graphique avec la nouvelle extension Chart sont disponibles ici.

Voir la requête brute et les sources sur Wikidata.

## Compagnies aériennes et destinations

### Passagers
| Compagnies      | Destinations |
| --------------- | --- |
| BH Air          | En saison: Bourgas |
| Eastern Airways | Southampton |
| easyJet         | - Alicante-Elche, - Amsterdam, - Birmingham, - Bristol, - Édimbourg, - Faro, - Glasgow, - Ronaldsway-Île de Man, - Leeds-Bradford, - Liverpool-J.-Lennon, - Londres-Gatwick, - Londres-Luton, - Londres-Stansted, - Malaga-Costa del Sol, - Manchester, - Newcastle, - Paris-Charles de Gaulle, - Ténériffe-Sud Reine Sofia En saison : - Antalya, - Barcelone-El Prat, - Bordeaux-Mérignac, - Corfou-I. Kapodístrias, - Cracovie-Jean-Paul II, - Dalaman, - Genève-Cointrin, - Ibiza, - Jersey, - Lanzarote-Arrecife, - Las Palmas/Gran Canaria, - Lyon-Saint-Exupéry, - Minorque-Mahón, - Nice-Côte d'Azur, - Palma de Majorque, - Rhodes-Diagoras |
| Jet2.com        | Alicante-Elche, Fuerteventura, Lanzarote-Arrecife, Las Palmas/Gran Canaria, Ténériffe-Sud Reine Sofia En saison : - Antalya, - Bodrum-Milas, - Dalaman, - Dubrovnik, - Faro, - Héraklion-N. Kazantzákis, - Ibiza, - Malte, - Minorque-Mahón, - Palma de Majorque, - Paphos, - Prague-Václav-Havel, - Reus, - Rhodes-Diagoras, - Salzbourg-W. A. Mozart, - Vérone - Villafranca, - Zante D.-Solomós En saison charter: Plovdiv-Kroumovo, Sofia-Vrajdebna |
| Ryanair         | - Alicante-Elche, - Bergame-Orio al Serio, - Budapest-Ferenc Liszt, - Cardiff-Rhoose, - Cracovie-Jean-Paul II, - East Midlands, - Édimbourg, - Faro, - Gdańsk-L. Wałęsa, - Gérone-Costa Brava, - Londres-Stansted, - Malaga-Costa del Sol, - Manchester, - Palma de Majorque, - Paris-Beauvais, - Valence |
| TUI Airways     | En saison : - Corfou-I. Kapodístrias, - Dalaman, - Héraklion-N. Kazantzákis, - Ibiza, - Kos, - Lanzarote-Arrecife, - Malaga-Costa del Sol, - Orlando-Melbourne, - Palma de Majorque, - Reus, - Rhodes-Diagoras, - Ténériffe-Sud Reine Sofia |

Édité le 03/02/2018 Actualisé le 29/03/2023

### Cargo
| Compagnies                         | Destinations                                          |
| ---------------------------------- | ----------------------------------------------------- |
| Atlantic Airlines                  | East Midlands                                         |
| DHL Aviation opéré par DHL Air UK  | East Midlands                                         |
| Jet2.com                           | East Midlands                                         |
| Royal Mail opéré par Titan Airways | Londres-Stansted                                      |
| Star Air (Maersk)                  | East Midlands, Édimbourg                              |
| FedEx Feeder opéré par Swiftair    | Birmingham, Londres-Stansted, Paris-Charles de Gaulle |
| TNT Airways                        | East Midlands, Liège                                  |

Note : au 2 juin 2016